# Севен-Оукс (Техас)
Севен-Оукс (англ. Seven Oaks) — місто (англ. city) в США, в окрузі Полк штату Техас. Населення — 68 осіб (2020).

## Географія
Севен-Оукс розташований за координатами 30°51′7″ пн. ш. 94°51′28″ зх. д. / 30.85194° пн. ш. 94.85778° зх. д. (30.851846, -94.857877).  За даними Бюро перепису населення США в 2010 році місто мало площу 3,62 км², уся площа — суходіл.

## Демографія
Згідно з переписом 2010 року, у місті мешкало 111 осіб у 44 домогосподарствах у складі 31 родини. Густота населення становила 31 особа/км².  Було 58 помешкань (16/км²).
Расовий склад населення:
| - 69,4 % — чорних або афроамериканців - 27,0 % — білих - 3,6 % — корінних американців |

До двох чи більше рас належало 0,0 %. Частка іспаномовних становила 0,9 % від усіх жителів.
За віковим діапазоном населення розподілялося таким чином: 18,0 % — особи молодші 18 років, 66,7 % — особи у віці 18—64 років, 15,3 % — особи у віці 65 років та старші. Медіана віку мешканця становила 47,3 року. На 100 осіб жіночої статі у місті припадало 101,8 чоловіків;  на 100 жінок у віці від 18 років та старших — 93,6 чоловіків також старших 18 років.
Середній дохід на одне домашнє господарство  становив 52 423 долари США (медіана — 55 625), а середній дохід на одну сім'ю — 60 019 доларів (медіана — 57 344). За межею бідності перебувало 18,9 % осіб, у тому числі 41,3 % дітей у віці до 18 років та 0,0 % осіб у віці 65 років та старших.
Цивільне працевлаштоване населення становило 68 осіб. Основні галузі зайнятості: освіта, охорона здоров'я та соціальна допомога — 42,6 %, мистецтво, розваги та відпочинок — 19,1 %, виробництво — 13,2 %, роздрібна торгівля — 10,3 %.